# Resolutie 1690 Veiligheidsraad Verenigde Naties
Resolutie 1690 van de Veiligheidsraad van de Verenigde Naties werd unaniem door de Veiligheidsraad van de Verenigde Naties aangenomen op 20 juni 2006, en verlengde het VN-kantoor in Oost-Timor met twee maanden.

## Achtergrond
Nadat Portugal zijn kolonies losgelaten had, werd Oost-Timor eind 1975 na een korte burgeroorlog onafhankelijk. Korte tijd later viel Indonesië het land binnen en brak een oorlog uit waarna Oost-Timor werd ingelijfd. In 1999 stemde Indonesië in met een volksraadpleging over meer autonomie of onafhankelijkheid waarop het merendeel van de bevolking voor de tweede optie koos.
In april 2006 braken rellen uit nadat premier Mari Alkatiri 600 van 's lands 1400 militairen had ontslagen nadat deze betoogd hadden omdat hun soldij niet was betaald en omdat soldaten uit West-Timor gediscrimineerd zouden worden, waarna ook jeugdbendes aan het plunderen en brandstichten sloegen. President Xanana Gusmao kreeg hierop bijkomende bevoegdheden en controle op het leger, terwijl de door Australië geleidde 2500 man sterke internationale troepenmacht de orde probeerde te herstellen.

## Inhoud
De Veiligheidsraad was diep bezorgd om de fragiele veiligheidssituatie in Oost-Timor en de humanitaire gevolgen daarvan, en veroordeelde het geweld en de vernielingen.
Het mandaat van het VN-kantoor in Oost-Timor, UNOTIL, werd verlengd tot 20 augustus. Intussen waren op vraag van Oost-Timor ook internationale veiligheidstroepen uit Portugal, Australië, Nieuw-Zeeland en Maleisië aangekomen.
Secretaris-generaal Kofi Annan werd gevraagd tegen 7 augustus een rapport in te dienen over de rol van de VN in Oost-Timor na afloop van UNOTIL's mandaat. Hij had al aan de hoge commissaris voor de Vluchtelingen gevraagd een onderzoekscommissie in te stellen.

## Verwante resoluties
- Resolutie 1599 Veiligheidsraad Verenigde Naties (2005)
- Resolutie 1677 Veiligheidsraad Verenigde Naties
- Resolutie 1703 Veiligheidsraad Verenigde Naties
- Resolutie 1704 Veiligheidsraad Verenigde Naties

Lijst ·  1652 ·  1653 ·  1654 ·  1655 ·  1656 ·  1657 ·  1658 ·  1659 ·  1660 ·  1661 ·  1662 ·  1663 ·  1664 ·  1665 ·  1666 ·  1667 ·  1668 ·  1669 ·  1670 ·  1671 ·  1672 ·  1673 ·  1674 ·  1675 ·  1676 ·  1677 ·  1678 ·  1679 ·  1680 ·  1681 ·  1682 ·  1683 ·  1684 ·  1685 ·  1686 ·  1687 ·  1688 ·  1689 ·  1690 ·  1691 ·  1692 ·  1693 ·  1694 ·  1695 ·  1696 ·  1697 ·  1698 ·  1699 ·  1700 ·  1701 ·  1702 ·  1703 ·  1704 ·  1705 ·  1706 ·  1707 ·  1708 ·  1709 ·  1710 ·  1711 ·  1712 ·  1713 ·  1714 ·  1715 ·  1716 ·  1717 ·  1718 ·  1719 ·  1720 ·  1721 ·  1722 ·  1723 ·  1724 ·  1725 ·  1726 ·  1727 ·  1728 ·  1729 ·  1730 ·  1731 ·  1732 ·  1733 ·  1734 ·  1735 ·  1736 ·  1737 ·  1738